# Vòng loại Giải vô địch bóng đá U-19 châu Á 2018
Vòng loại giải vô địch bóng đá U-19 châu Á năm 2018 sẽ quyết định các đội tham gia giải vô địch bóng đá U-19 châu Á 2018, một giải đấu bóng đá trẻ của tổ chức Liên đoàn bóng đá châu Á (AFC) dành cho các cầu thủ nam dưới 19 tuổi của đội tuyển quốc gia các thành viên hiệp hội của họ.
Tổng cộng có 16 đội tham dự vòng chung kết, được tổ chức tại Indonesia.

## Bốc thăm
Lễ bốc thăm cho vòng loại được tổ chức vào ngày 21 tháng 4 năm 2017 tại tòa nhà AFC ở Kuala Lumpur, Malaysia. 43 đội được chia thành mười bảng: ba bảng có năm đội và bảy bảng có bốn đội. Để bốc thăm, các đội được chia thành hai khu vực:
- Khu vực Tây: 22 đội đến từ Đông Á, Trung Á và Nam Á, chia thành năm bảng: hai bảng năm đội và ba bảng bốn đội (Bảng A–E).
- Khu vực Đông: 21 đội đến từ Đông Nam Á và Đông Á, chia thành năm bảng: một bảng có 5 đội và bốn bảng có 4 đội (Bảng F–J).

Các đội được xếp hạt giống trong từng khu vực theo thành tích của họ trong vòng chung kết và vòng loại Giải vô địch bóng đá U-19 châu Á 2016 (xếp hạng tổng thể được hiển thị trong ngoặc đơn; NR là viết tắt của các đội không được xếp hạng).
|              | Nhóm 1                                                                                 | Nhóm 2                                                                                  | Nhóm 3 | Nhóm 4                                                                              | Nhóm 5                                                          |
| ------------ | -------------------------------------------------------------------------------------- | --------------------------------------------------------------------------------------- | --- | ----------------------------------------------------------------------------------- | --------------------------------------------------------------- |
| Khu vực Tây  | 1. Ả Rập Xê Út (2) (H) 2. Iran (3) (H) 3. Iraq (5) 4. Bahrain (6) 5. Uzbekistan (7)    | 1. Tajikistan (8) (H) 2. UAE (10) 3. Qatar (12) (H) 4. Yemen (14) 5. Palestine (17)     | 1. Oman (18) 2. Bangladesh (20) 3. Liban (21) 4. Jordan (22) (H)* 5. Turkmenistan (23)                    | 1. Sri Lanka (24) 2. Afghanistan (26) (W) 3. Nepal (32) 4. Syria (33) 5. Ấn Độ (34) | 1. Kyrgyzstan (35) (H) 2. Maldives (38)                         |
| Khu vực Đông | 1. Nhật Bản (1) 2. Việt Nam (4) 3. Hàn Quốc (9) (H) 4. Úc (11) (H)* 5. Trung Quốc (13) | 1. Thái Lan (15) 2. CHDCND Triều Tiên (16) 3. Myanmar (19) 4. Lào (25) 5. Malaysia (27) | 1. Đông Timor (28) 2. Singapore (29) 3. Hồng Kông (30) 4. Đài Bắc Trung Hoa (31) (H)* 5. Philippines (36) | 1. Ma Cao (37) 2. Brunei (39) 3. Quần đảo Bắc Mariana (40) (W)                      | 1. Campuchia (NR) (H) 2. Indonesia (NR) (Q) 3. Mông Cổ (NR) (H) |

Ghi chú
- Đội được in đậm là những đội vượt qua vòng loại.
- (H): Đội chủ nhà vòng loại (* Jordon thay Iran làm chủ nhà bảng E, Đài Bắc Trung Hoa được chọn làm chủ nhà bảng H sau lễ bốc thăm, bảng còn lại được tổ chức tại địa điểm trung lập, do Úc được chọn làm chủ nhà sau lễ bốc thăm nhưng sau đó đã được thay thế)
- (Q): Chủ nhà của vòng chung kết, tự động đủ điều kiện bất kể kết quả vòng loại.
- (W): Rút lui sau lễ bốc thăm.

| Khu vực Tây  | - Bhutan - Kuwait (bị cấm) - Pakistan |
| Khu vực Đông | - Guam                                |

## Độ tuổi cầu thủ
Cầu thủ sinh ra từ ngày 1 tháng 1 năm 1999 trở đi mới đủ điều kiện tham gia thi đấu tại giải.

## Thể thức
Trong mỗi bảng, các đội thi đấu với nhau một trận tại một địa điểm tập trung. Mười đội nhất bảng và năm đội thứ 2 có thành tích tốt nhất đủ điều kiện tham dự vòng chung kết. Nếu đội chủ nhà Indonesia đứng đầu bảng của họ hoặc nằm trong số năm đội thứ 2 có thành tích tốt nhất thì đội xếp thứ 2 có thành tích tốt thứ sáu được quyền tham dự vòng chung kết.

### Tiêu chí
Các đội được xếp hạng theo điểm (3 điểm cho một chiến thắng, 1 điểm cho trận hòa, 0 điểm cho trận thua) và nếu bằng điểm, các tiêu chí sau đây sẽ được áp dụng, theo thứ tự được đưa ra, để xác định thứ hạng (Quy định Điều 9.3):
- Giành nhiều điểm hơn trong các trận đối đầu trực tiếp;
- Hiệu số bàn thắng cao hơn trong các trận đối đầu trực tiếp;
- Ghi nhiều bàn thắng hơn trong các trận đối đầu trực tiếp;

Trong trường hợp có trên hai đội bằng điểm, sau khi áp dụng các tiêu chí trên, vẫn có hai đội bằng điểm thi các tiêu chí đó lại áp dụng lần nữa với riêng hai đội. Nếu vẫn chưa quyết định được thì áp dụng các tiêu chí tiếp theo:
- Hiệu số bàn thắng cao hơn trong các trận vòng bảng;
- Ghi nhiều bàn thắng hơn trong các trận vòng bảng;
- Tổ chức sút luân lưu nếu chỉ có hai đội bị ràng buộc và họ gặp nhau ở vòng cuối cùng của bảng;
- Điểm kỷ luật (thẻ vàng = 1 điểm, thẻ đỏ là kết quả của hai thẻ vàng = 3 điểm, thẻ đỏ trực tiếp = 3 điểm, thẻ vàng theo sau là thẻ đỏ trực tiếp = 4 điểm);
- Có số trận hoà nhiều hơn.

## Vòng bảng
Các trận đấu được diễn ra trong khoảng thời gian từ 24 tháng 10 đến 8 tháng 11 năm 2017.
| Lượt trận | Bảng A–B & F         | Bảng A–B & F | Bảng C–E & G–J       | Bảng C–E & G–J      | Bảng C–E & G–J | Bảng C–E & G–J |
| Lượt trận | Ngày                 | Trận đấu     | Ngày                 | Ngày                | Trận đấu       | Trận đấu       |
| Lượt trận | Ngày                 | Trận đấu     | Bảng G               | Bảng C–E & H–J      | Bảng D–E & G–I | Bảng C & J     |
| --------- | -------------------- | ------------ | -------------------- | ------------------- | -------------- | -------------- |
| 1         | 31 tháng 10 năm 2017 | 3 v 2, 5 v 4 | 24 tháng 10 năm 2017 | 4 tháng 11 năm 2017 | 1 v 4, 2 v 3   | 3 v 1          |
| 2         | 2 tháng 11 năm 2017  | 4 v 1, 5 v 3 | 26 tháng 10 năm 2017 | 6 tháng 11 năm 2017 | 4 v 2, 3 v 1   | 2 v 3          |
| 3         | 4 tháng 11 năm 2017  | 1 v 5, 2 v 4 | 28 tháng 10 năm 2017 | 8 tháng 11 năm 2017 | 1 v 2, 3 v 4   | 1 v 2          |
| 4         | 6 tháng 11 năm 2017  | 2 v 5, 3 v 1 | —                    | —                   | —              | —              |
| 5         | 8 tháng 11 năm 2017  | 4 v 3, 1 v 2 | —                    | —                   | —              | —              |

### Bảng A
- Tất cả các trận đấu được tổ chức tại Kyrgyzstan.
- Giờ thi đấu theo tính giờ địa phương là UTC+6.

| VT | Đội            | ST | T | H | B | BT | BB | HS  | Đ | Giành quyền tham dự |
| -- | -------------- | -- | - | - | - | -- | -- | --- | - | ------------------- |
| 1  | UAE            | 4  | 3 | 0 | 1 | 10 | 3  | +7  | 9 | Vòng chung kết      |
| 2  | Oman           | 4  | 2 | 1 | 1 | 10 | 6  | +4  | 7 |                     |
| 3  | Bahrain        | 4  | 2 | 1 | 1 | 7  | 3  | +4  | 7 |                     |
| 4  | Kyrgyzstan (H) | 4  | 2 | 0 | 2 | 5  | 8  | −3  | 6 |                     |
| 5  | Nepal          | 4  | 0 | 0 | 4 | 0  | 12 | −12 | 0 |                     |

| Kyrgyzstan                      | 2–0      | Nepal |
| ------------------------------- | -------- | ----- |
| - Borubaev 21' - Shukurov 90+4' | Chi tiết |       |

| Oman            | 1–5      | UAE                                                                |
| --------------- | -------- | ------------------------------------------------------------------ |
| - Al-Oraimi 28' | Chi tiết | - Al. Saleh 12' (ph.đ.) - Fawzi 19', 78' - Rashed 37' - Hassan 88' |

| Kyrgyzstan | 0–3      | Oman                                            |
| ---------- | -------- | ----------------------------------------------- |
|            | Chi tiết | - Al-Habsi 47' - A. Al-Alawi 72' - Al-Qaidi 82' |

| Nepal | 0–4      | Bahrain                                           |
| ----- | -------- | ------------------------------------------------- |
|       | Chi tiết | - Meftah 20', 67' - Al-Khatal 86' - Shubbar 90+2' |

| Bahrain             | 1–2      | Kyrgyzstan                          |
| ------------------- | -------- | ----------------------------------- |
| - Al-Sherooqi 90+2' | Chi tiết | - Tapaev 30' (ph.đ.) - Nurbekov 55' |

| UAE          | 1–0      | Nepal |
| ------------ | -------- | ----- |
| - Hassan 71' | Chi tiết |       |

| UAE                                                 | 4–1      | Kyrgyzstan       |
| --------------------------------------------------- | -------- | ---------------- |
| - Kd. Al-Blooshi 7', 17' - Hassan 67' - Mubarak 68' | Chi tiết | - Karypbekov 43' |

| Oman           | 1–1      | Bahrain            |
| -------------- | -------- | ------------------ |
| - Al-Qaidi 82' | Chi tiết | - Al-Thawadi 90+5' |

| Nepal | 0–5      | Oman                                                         |
| ----- | -------- | ------------------------------------------------------------ |
|       | Chi tiết | - Al-Harthi 11', 45+1' - A. Al-Alawi 32', 59' - Al-Zaabi 58' |

| Bahrain      | 1–0      | UAE |
| ------------ | -------- | --- |
| - Meftah 73' | Chi tiết |     |

### Bảng B
- Tất cả các trận đấu được tổ chức tại Tajikistan.
- Giờ thi đấu theo tính giờ địa phương là UTC+5.

| VT | Đội            | ST | T | H | B | BT | BB | HS  | Đ  | Giành quyền tham dự |
| -- | -------------- | -- | - | - | - | -- | -- | --- | -- | ------------------- |
| 1  | Tajikistan (H) | 4  | 3 | 1 | 0 | 12 | 0  | +12 | 10 | Vòng chung kết      |
| 2  | Uzbekistan     | 4  | 3 | 0 | 1 | 17 | 1  | +16 | 9  |                     |
| 3  | Bangladesh     | 4  | 2 | 1 | 1 | 5  | 1  | +4  | 7  |                     |
| 4  | Maldives       | 4  | 0 | 1 | 3 | 2  | 14 | −12 | 1  |                     |
| 5  | Sri Lanka      | 4  | 0 | 1 | 3 | 2  | 22 | −20 | 1  |                     |

| Maldives                    | 2–2      | Sri Lanka                       |
| --------------------------- | -------- | ------------------------------- |
| - Ismail 15' - Musannif 46' | Chi tiết | - Razooniya 44' - Malshan 90+2' |

| Bangladesh | 0–0      | Tajikistan |
| ---------- | -------- | ---------- |
|            | Chi tiết |            |

| Sri Lanka | 0–10     | Uzbekistan                                                                                           |
| --------- | -------- | --- |
|           | Chi tiết | - Abdusalomov 3', 21', 78', 89' - Izzatov 11' - Kenjabaev 18', 25' - Zokirov 63', 67' - Mozgovoy 83' |

| Maldives | 0–1      | Bangladesh      |
| -------- | -------- | --------------- |
|          | Chi tiết | - M. Rahman 90' |

| Uzbekistan                                                                     | 6–0      | Maldives |
| ------------------------------------------------------------------------------ | -------- | -------- |
| - Jumakulov 22' - Kenjabaev 38', 60' - Saitov 53' - Askarov 67' - Rakhimov 71' | Chi tiết |          |

| Tajikistan                                                                   | 6–0      | Sri Lanka |
| ---------------------------------------------------------------------------- | -------- | --------- |
| - Abdulloev 31', 33' (ph.đ.), 86' - Sharipov 75' - Yodgorov 79' - Samiev 83' | Chi tiết |           |

| Bangladesh | 0–1      | Uzbekistan                 |
| ---------- | -------- | -------------------------- |
|            | Chi tiết | - Atikuzzaman 90+4' (l.n.) |

| Tajikistan                                                        | 5–0      | Maldives |
| ----------------------------------------------------------------- | -------- | -------- |
| - Mabatshoev 41', 80' - Panshanbe 45+1' - Boboev 73' - Samiev 88' | Chi tiết |          |

| Sri Lanka | 0–4      | Bangladesh                                     |
| --------- | -------- | ---------------------------------------------- |
|           | Chi tiết | - Ghosh 13' - Hasan 33' - M. Rahman 38', 45+1' |

| Uzbekistan | 0–1      | Tajikistan          |
| ---------- | -------- | ------------------- |
|            | Chi tiết | - Saitov 53' (l.n.) |

### Bảng C
- Tất cả các trận đấu được tổ chức tại Qatar.
- Giờ thi đấu theo tính giờ địa phương là UTC+3.

| VT | Đội         | ST | T | H | B | BT | BB | HS | Đ | Giành quyền tham dự |
| -- | ----------- | -- | - | - | - | -- | -- | -- | - | ------------------- |
| 1  | Qatar (H)   | 2  | 1 | 1 | 0 | 3  | 1  | +2 | 4 | Vòng chung kết      |
| 2  | Iraq        | 2  | 1 | 1 | 0 | 3  | 1  | +2 | 4 | Vòng chung kết      |
| 3  | Liban       | 2  | 0 | 0 | 2 | 0  | 4  | −4 | 0 |                     |
| 4  | Afghanistan | 0  | 0 | 0 | 0 | 0  | 0  | 0  | 0 | Xin rút lui         |

1. 1 2  Xếp hạng bởi loạt sút luân lưu (Qatar: 3 bàn; Iraq: 2 bàn).

| Liban | 0–2      | Iraq                      |
| ----- | -------- | ------------------------- |
|       | Chi tiết | - Bayesh 25' - Kadhim 88' |

| Qatar              | 2–0      | Liban |
| ------------------ | -------- | ----- |
| - Ali 45+1', 45+3' | Chi tiết |       |

| Iraq                                                    | 1–1      | Qatar                                     |
| ------------------------------------------------------- | -------- | ----------------------------------------- |
| - Yaseen 61' (ph.đ.)                                    | Chi tiết | - Al-Murisi 45+2'                         |
| Loạt sút luân lưu                                       |          |                                           |
| - Radha - Yaseen - Abdulsada - Al-Elayawi - M. Mohammed | 2–3      | - Umaru - Suhail - Al-Ganehi - Abdulsalam |

### Bảng D
- Tất cả các trận đấu được tổ chức tại Ả Rập Xê Út.
- Giờ thi đấu theo tính giờ địa phương là UTC+3.

| VT | Đội             | ST | T | H | B | BT | BB | HS | Đ | Giành quyền tham dự |
| -- | --------------- | -- | - | - | - | -- | -- | -- | - | ------------------- |
| 1  | Ả Rập Xê Út (H) | 3  | 3 | 0 | 0 | 8  | 1  | +7 | 9 | Vòng chung kết      |
| 2  | Yemen           | 3  | 1 | 1 | 1 | 4  | 2  | +2 | 4 |                     |
| 3  | Ấn Độ           | 3  | 1 | 1 | 1 | 3  | 5  | −2 | 4 |                     |
| 4  | Turkmenistan    | 3  | 0 | 0 | 3 | 0  | 7  | −7 | 0 |                     |

| Yemen                                           | 3–0      | Turkmenistan |
| ----------------------------------------------- | -------- | ------------ |
| - Al-Khadher 25' - Othman 55' - Al-Huthaifi 64' | Chi tiết |              |

| Ả Rập Xê Út                                                  | 5–0      | Ấn Độ |
| ------------------------------------------------------------ | -------- | ----- |
| - Al-Hamddan 15' - Al-Brikan 50', 81', 86' - Al-Shahrani 75' | Chi tiết |       |

| Ấn Độ | 0–0      | Yemen |
| ----- | -------- | ----- |
|       | Chi tiết |       |

| Turkmenistan | 0–1      | Ả Rập Xê Út     |
| ------------ | -------- | --------------- |
|              | Chi tiết | - Al-Brikan 74' |

| Turkmenistan | 0–3      | Ấn Độ                                             |
| ------------ | -------- | ------------------------------------------------- |
|              | Chi tiết | - Singh Kiyam 74' - Halder 80' - Lalrindika 90+3' |

| Ả Rập Xê Út                  | 2–1      | Yemen         |
| ---------------------------- | -------- | ------------- |
| - Al-Ghamdi 87' - Mali 90+3' | Chi tiết | - Al-Harbi 3' |

### Bảng E
- Tất cả các trận đấu được tổ chức tại Jordan; ban đầu Iran được chọn là nơi tổ chức, nhưng sau đó đã được thay đổi.
- Giờ thi đấu theo tính giờ địa phương là UTC+2.

| VT | Đội        | ST | T | H | B | BT | BB | HS | Đ | Giành quyền tham dự |
| -- | ---------- | -- | - | - | - | -- | -- | -- | - | ------------------- |
| 1  | Jordan (H) | 3  | 2 | 1 | 0 | 4  | 1  | +3 | 7 | Vòng chung kết      |
| 2  | Iran       | 3  | 1 | 2 | 0 | 5  | 1  | +4 | 5 |                     |
| 3  | Syria      | 3  | 1 | 1 | 1 | 5  | 5  | 0  | 4 |                     |
| 4  | Palestine  | 3  | 0 | 0 | 3 | 2  | 9  | −7 | 0 |                     |

| Iran            | 1–1      | Syria        |
| --------------- | -------- | ------------ |
| - Nokhodkar 79' | Chi tiết | - Shalha 50' |

| Palestine | 0–2      | Jordan                     |
| --------- | -------- | -------------------------- |
|           | Chi tiết | - Sadeh 65' - Al-Zu'bi 81' |

| Syria                             | 3–2      | Palestine                 |
| --------------------------------- | -------- | ------------------------- |
| - Shalha 17', 88' - Ramadan 90+4' | Chi tiết | - Hammo 58' - Irshaid 84' |

| Jordan | 0–0      | Iran |
| ------ | -------- | ---- |
|        | Chi tiết |      |

| Iran                                                            | 4–0      | Palestine |
| --------------------------------------------------------------- | -------- | --------- |
| - Nokhodkar 10' - Ghaderi 14' - Khodabandehlo 44' - Bagheri 75' | Chi tiết |           |

| Jordan                          | 2–1      | Syria           |
| ------------------------------- | -------- | --------------- |
| - Al-Zu'bi 58' - Al-Zebdieh 73' | Chi tiết | - Al-Hallak 54' |

### Bảng F
- Tất cả các trận đấu được tổ chức tại Hàn Quốc.
- Giờ thi đấu theo tính giờ địa phương là UTC+9.

| VT | Đội          | ST | T | H | B | BT | BB | HS  | Đ  | Giành quyền tham dự |
| -- | ------------ | -- | - | - | - | -- | -- | --- | -- | ------------------- |
| 1  | Hàn Quốc (H) | 4  | 4 | 0 | 0 | 22 | 0  | +22 | 12 | Vòng chung kết      |
| 2  | Malaysia     | 4  | 3 | 0 | 1 | 8  | 5  | +3  | 9  | Vòng chung kết      |
| 3  | Indonesia    | 4  | 2 | 0 | 2 | 11 | 8  | +3  | 6  | Vòng chung kết      |
| 4  | Đông Timor   | 4  | 0 | 1 | 3 | 3  | 14 | −11 | 1  |                     |
| 5  | Brunei       | 4  | 0 | 1 | 3 | 2  | 19 | −17 | 1  |                     |

1. ↑  Indonesia, với tư cách là chủ nhà của vòng chung kết giải đấu, tự động đủ điều kiện bất kể kết quả vòng loại.

| Đông Timor               | 1–3      | Malaysia                                  |
| ------------------------ | -------- | ----------------------------------------- |
| - da Costa 90+2' (ph.đ.) | Chi tiết | - Fayyadh 53' - Syahiran 68' - Yusoff 77' |

| Indonesia                                                                | 5–0      | Brunei |
| ------------------------------------------------------------------------ | -------- | ------ |
| - Mursalim 13' - Hariz 44' (l.n.) - Iqbal 51' - Maulana 56' - Saddil 61' | Chi tiết |        |

| Indonesia                                            | 5–0      | Đông Timor |
| ---------------------------------------------------- | -------- | ---------- |
| - Saddil 51' - Saghara 60' - Maulana 84', 88', 90+1' | Chi tiết |            |

| Brunei | 0–11     | Hàn Quốc |
| ------ | -------- | --- |
|        | Chi tiết | - Cho Young-wook 10', 51', 61' - Kim Chan 17' - Lee Sang-jun 31', 86' - Lim Jae-hyuk 49', 88' - Lee Kang-in 73' (ph.đ.) - Jeong Ho-jin 75' - Kim Hyun-woo 90+3' |

| Malaysia     | 1–0      | Brunei |
| ------------ | -------- | ------ |
| - Azeman 76' | Chi tiết |        |

| Hàn Quốc                                               | 4–0      | Indonesia |
| ------------------------------------------------------ | -------- | --------- |
| - Um Won-sang 9', 61' - Oh Se-hun 58' - Lee Jae-ik 77' | Chi tiết |           |

| Malaysia                                                    | 4–1      | Indonesia     |
| ----------------------------------------------------------- | -------- | ------------- |
| - Fayyadh 7' (ph.đ.), 52' (ph.đ.) - Rashid 34' - Pillay 47' | Chi tiết | - Saghara 43' |

| Đông Timor | 0–4      | Hàn Quốc                                                        |
| ---------- | -------- | --------------------------------------------------------------- |
|            | Chi tiết | - Jeon Se-jin 42' - Cho Young-wook 80', 86' - Lee Kang-in 90+3' |

| Brunei                  | 2–2      | Đông Timor                |
| ----------------------- | -------- | ------------------------- |
| - Hariz 34' - Adnan 55' | Chi tiết | - Araujo 13', 57' (ph.đ.) |

| Hàn Quốc                                                            | 3–0      | Malaysia |
| ------------------------------------------------------------------- | -------- | -------- |
| - Um Won-sang 11' - Kim Jung-min 38' - Cho Young-wook 45+2' (ph.đ.) | Chi tiết |          |

### Bảng G
- Tất cả các trận đấu được tổ chức tại Campuchia.
- Giờ thi đấu theo tính giờ địa phương là UTC+7.

| VT | Đội           | ST | T | H | B | BT | BB | HS  | Đ | Giành quyền tham dự |
| -- | ------------- | -- | - | - | - | -- | -- | --- | - | ------------------- |
| 1  | Trung Quốc    | 3  | 3 | 0 | 0 | 8  | 0  | +8  | 9 | Vòng chung kết      |
| 2  | Campuchia (H) | 3  | 1 | 1 | 1 | 3  | 3  | 0   | 4 |                     |
| 3  | Myanmar       | 3  | 1 | 0 | 2 | 8  | 4  | +4  | 3 |                     |
| 4  | Philippines   | 3  | 0 | 1 | 2 | 0  | 12 | −12 | 1 |                     |

| Myanmar                                                       | 6–0      | Philippines |
| ------------------------------------------------------------- | -------- | ----------- |
| - Moe Kyaw 9', 69' - Kaung Khant 40', 82', 86' - Moe Aung 55' | Chi tiết |             |

| Trung Quốc            | 1–0      | Campuchia |
| --------------------- | -------- | --------- |
| - Tao Qianglong 90+2' | Chi tiết |           |

| Philippines | 0–6      | Trung Quốc                                                 |
| ----------- | -------- | ---------------------------------------------------------- |
|             | Chi tiết | - Liu Ruofan 17', 41' (ph.đ.), 45+2' - Erpan 53', 82', 85' |

| Campuchia                         | 3–2      | Myanmar                        |
| --------------------------------- | -------- | ------------------------------ |
| - Kakada 59', 90' - Kimheng 90+5' | Chi tiết | - Htet Aung 33' - Moe Aung 35' |

| Trung Quốc       | 1–0      | Myanmar |
| ---------------- | -------- | ------- |
| - Liu Ruofan 38' | Chi tiết |         |

| Philippines | 0–0      | Campuchia |
| ----------- | -------- | --------- |
|             | Chi tiết |           |

### Bảng H
- Tất cả các trận đấu được tổ chức tại Đài Bắc Trung Hoa.
- Giờ thi đấu theo tính giờ địa phương là UTC+8.

| VT | Đội                   | ST | T | H | B | BT | BB | HS | Đ | Giành quyền tham dự |
| -- | --------------------- | -- | - | - | - | -- | -- | -- | - | ------------------- |
| 1  | Việt Nam              | 3  | 3 | 0 | 0 | 8  | 1  | +7 | 9 | Vòng chung kết      |
| 2  | Đài Bắc Trung Hoa (H) | 3  | 2 | 0 | 1 | 5  | 2  | +3 | 6 | Vòng chung kết      |
| 3  | Ma Cao                | 3  | 1 | 0 | 2 | 1  | 4  | −3 | 3 |                     |
| 4  | Lào                   | 3  | 0 | 0 | 3 | 0  | 7  | −7 | 0 |                     |

| Việt Nam                | 2–0      | Ma Cao |
| ----------------------- | -------- | ------ |
| - Lê Minh Bình 58', 66' | Chi tiết |        |

| Lào | 0–2      | Đài Bắc Trung Hoa                       |
| --- | -------- | --------------------------------------- |
|     | Chi tiết | - Fong Shao-chi 68' - Wang Chung-yu 72' |

| Ma Cao      | 1–0      | Lào |
| ----------- | -------- | --- |
| - Sousa 54' | Chi tiết |     |

| Đài Bắc Trung Hoa  | 1–2      | Việt Nam                        |
| ------------------ | -------- | ------------------------------- |
| - Chin Wen-yen 57' | Chi tiết | - Trương Tiến Anh 22' - Sơn 32' |

| Việt Nam                                                                                | 4–0      | Lào |
| --------------------------------------------------------------------------------------- | -------- | --- |
| - Trần Bảo Toàn 36' - Dụng Quang Nho 38' - Nguyễn Lý Nam Cung 61' - Trương Tiến Anh 74' | Chi tiết |     |

| Đài Bắc Trung Hoa                               | 2–0      | Ma Cao |
| ----------------------------------------------- | -------- | ------ |
| - Tu Shao-chieh 45' (ph.đ.) - Wang Chung-yu 77' | Chi tiết |        |

### Bảng I
- Tất cả các trận đấu được tổ chức tại Mông Cổ.
- Giờ thi đấu theo tính giờ địa phương là UTC+8.

| VT | Đội         | ST | T | H | B | BT | BB | HS  | Đ | Giành quyền tham dự |
| -- | ----------- | -- | - | - | - | -- | -- | --- | - | ------------------- |
| 1  | Nhật Bản    | 3  | 3 | 0 | 0 | 16 | 1  | +15 | 9 | Vòng chung kết      |
| 2  | Thái Lan    | 3  | 2 | 0 | 1 | 9  | 5  | +4  | 6 | Vòng chung kết      |
| 3  | Mông Cổ (H) | 3  | 1 | 0 | 2 | 6  | 14 | −8  | 3 |                     |
| 4  | Singapore   | 3  | 0 | 0 | 3 | 3  | 14 | −11 | 0 |                     |

| Thái Lan                   | 3–1      | Singapore            |
| -------------------------- | -------- | -------------------- |
| - Sittichok 1', 37', 90+2' | Chi tiết | - Syafiq 56' (ph.đ.) |

| Nhật Bản | 7–0      | Mông Cổ |
| --- | -------- | ------- |
| - Hara 13' - Tsendjav 37' (l.n.) - Goke 41' - Ando 46' - Unur-Erdene 51' (l.n.) - Taniguchi 67' - Tanaka 86' | Chi tiết |         |

| Singapore | 0–7      | Nhật Bản                                                                                         |
| --------- | -------- | ------------------------------------------------------------------------------------------------ |
|           | Chi tiết | - Ito 3', 23' - Nakamura 26' - Goke 32' (ph.đ.) - Tanaka 42' - Tagawa 78' (ph.đ.) - Kawamura 82' |

| Mông Cổ                          | 2–5      | Thái Lan                                                             |
| -------------------------------- | -------- | -------------------------------------------------------------------- |
| - Damdindorj 49' - Gerelt-Od 86' | Chi tiết | - Sittichok 19', 72' - Sakunchai 44' - Kritsada 76' - Eakkanit 90+2' |

| Nhật Bản          | 2–1      | Thái Lan       |
| ----------------- | -------- | -------------- |
| - Tagawa 62', 66' | Chi tiết | - Chokanan 65' |

| Singapore                        | 2–4      | Mông Cổ                                            |
| -------------------------------- | -------- | -------------------------------------------------- |
| - Syafiq 22' (ph.đ.) - Akbar 25' | Chi tiết | - Maratkhan 40' (ph.đ.), 53', 87' - Ganbayar 90+2' |

### Bảng J
- Tất cả các trận đấu được tổ chức tại Việt Nam (địa điểm trung lập);[7] đáng ra nó được tổ chức tại Úc,[8] nhưng Bộ trưởng ngoại giao Julie Bishop từ chối nhập cảnh cho đội Triều Tiên vào Úc.[9]
- Giờ thi đấu theo tính giờ địa phương là UTC+7.

| VT | Đội                  | ST | T | H | B | BT | BB | HS | Đ | Giành quyền tham dự |
| -- | -------------------- | -- | - | - | - | -- | -- | -- | - | ------------------- |
| 1  | Úc                   | 2  | 2 | 0 | 0 | 7  | 1  | +6 | 6 | Vòng chung kết      |
| 2  | CHDCND Triều Tiên    | 2  | 1 | 0 | 1 | 6  | 5  | +1 | 3 | Vòng chung kết      |
| 3  | Hồng Kông            | 2  | 0 | 0 | 2 | 1  | 8  | −7 | 0 |                     |
| 4  | Quần đảo Bắc Mariana | 0  | 0 | 0 | 0 | 0  | 0  | 0  | 0 | Xin rút lui         |

| Hồng Kông | 0–3      | Úc                                                |
| --------- | -------- | ------------------------------------------------- |
|           | Chi tiết | - Najjarine 11' - Najjar 80' (ph.đ.), 85' (ph.đ.) |

| CHDCND Triều Tiên                                                                      | 5–1      | Hồng Kông                 |
| -------------------------------------------------------------------------------------- | -------- | ------------------------- |
| - Yun Min 1' (ph.đ.) - Kim Hwi-hwang 20', 35' - Kim Pom-hyok 40' - Paek Chung-song 60' | Chi tiết | - Chu Wai Kwan 9' (ph.đ.) |

| Úc                                                       | 4–1      | CHDCND Triều Tiên   |
| -------------------------------------------------------- | -------- | ------------------- |
| - Monge 19' - Najjar 26' - Najjarine 48' - Genreau 90+1' | Chi tiết | - Kim Hwi-hwang 67' |

## Bảng xếp hạng các đội xếp thứ 2
Do các bảng có số lượng đội khác nhau và việc rút Afghanistan và Quần đảo Bắc Mariana khỏi bảng C và J.
Để đảm bảo sự công bằng khi so sánh các đội nhì của tất cả các bảng, chỉ tính kết quả các trận đấu giữa đội xếp thứ 2 với đội xếp thứ 1 và đội xếp thứ 3.

| VT | Bg | Đội               | ST | T | H | B | BT | BB | HS | Đ | Giành quyền tham dự |
| -- | -- | ----------------- | -- | - | - | - | -- | -- | -- | - | ------------------- |
| 1  | C  | Iraq              | 2  | 1 | 1 | 0 | 3  | 1  | +2 | 4 | Vòng chung kết      |
| 2  | I  | Thái Lan          | 2  | 1 | 0 | 1 | 6  | 4  | +2 | 3 | Vòng chung kết      |
| 3  | J  | CHDCND Triều Tiên | 2  | 1 | 0 | 1 | 6  | 5  | +1 | 3 | Vòng chung kết      |
| 4  | H  | Đài Bắc Trung Hoa | 2  | 1 | 0 | 1 | 3  | 2  | +1 | 3 | Vòng chung kết      |
| 5  | F  | Malaysia          | 2  | 1 | 0 | 1 | 4  | 4  | 0  | 3 | Vòng chung kết      |
| 6  | G  | Campuchia         | 2  | 1 | 0 | 1 | 3  | 3  | 0  | 3 |                     |
| 7  | B  | Uzbekistan        | 2  | 1 | 0 | 1 | 1  | 1  | 0  | 3 |                     |
| 8  | E  | Iran              | 2  | 0 | 2 | 0 | 1  | 1  | 0  | 2 |                     |
| 9  | D  | Yemen             | 2  | 0 | 1 | 1 | 1  | 2  | −1 | 1 |                     |
| 10 | A  | Oman              | 2  | 0 | 1 | 1 | 2  | 6  | −4 | 1 |                     |

## Các đội vượt qua vòng loại
16 đội sau đây đủ điều kiện tham dự vòng chung kết.
| Đội               | Tư cách                              | Ngày vượt qua        | Những lần tham dự giải trước đó 1 |
| ----------------- | ------------------------------------ | -------------------- | --- |
| Indonesia         | Chủ nhà                              | 25 tháng 7 năm 2017  | 16 (1960, 1961, 1962, 1967, 1969, 1970, 1971, 1972, 1975, 1976, 1978, 1986, 1990, 1994, 2004, 2014) |
| UAE               | Nhất bảng A                          | 6 tháng 11 năm 2017  | 13 (1982, 1985, 1988, 1992, 1996, 2000, 2002, 2006, 2008, 2010, 2012, 2014, 2016) |
| Tajikistan        | Nhất bảng B                          | 8 tháng 11 năm 2017  | 3 (2006, 2008, 2016) |
| Qatar             | Nhất bảng C                          | 8 tháng 11 năm 2017  | 13 (1980, 1986, 1988, 1990, 1992, 1994, 1996, 1998, 2002, 2004, 2012, 2014, 2016) |
| Ả Rập Xê Út       | Nhất bảng D                          | 8 tháng 11 năm 2017  | 13 (1973, 1977, 1978, 1985, 1986, 1992, 1998, 2002, 2006, 2008, 2010, 2012, 2016) |
| Jordan            | Nhất bảng E                          | 8 tháng 11 năm 2017  | 6 (1977, 1978, 2006, 2008, 2010, 2012) |
| Hàn Quốc          | Nhất bảng F                          | 8 tháng 11 năm 2017  | 37 (1959, 1960, 1961, 1962, 1963, 1964, 1965, 1966, 1967, 1968, 1969, 1970, 1971, 1972, 1973, 1974, 1976, 1977, 1978, 1980, 1982, 1986, 1988, 1990, 1992, 1994, 1996, 1998, 2000, 2002, 2004, 2006, 2008, 2010, 2012, 2014, 2016) |
| Trung Quốc        | Nhất bảng G                          | 28 tháng 10 năm 2017 | 17 (1975, 1976, 1978, 1982, 1985, 1988, 1996, 1998, 2000, 2002, 2004, 2006, 2008, 2010, 2012, 2014, 2016) |
| Việt Nam          | Nhất bảng H                          | 6 tháng 11 năm 2017  | 18 (1961, 1962, 1963, 1964, 1965, 1967, 1968, 1969, 1970, 1971, 1974, 2002, 2004, 2006, 2010, 2012, 2014, 2016) 2 |
| Nhật Bản          | Nhất bảng I                          | 8 tháng 11 năm 2017  | 36 (1959, 1960, 1961, 1962, 1963, 1964, 1965, 1966, 1967, 1968, 1969, 1970, 1971, 1972, 1973, 1974, 1975, 1976, 1977, 1978, 1980, 1988, 1990, 1992, 1994, 1996, 1998, 2000, 2002, 2004, 2006, 2008, 2010, 2012, 2014, 2016)       |
| Úc                | Nhất bảng J                          | 8 tháng 11 năm 2017  | 6 (2006, 2008, 2010, 2012, 2014, 2016) |
| Iraq              | Đội nhì bảng có thành tích tốt nhất  | 8 tháng 11 năm 2017  | 16 (1975, 1976, 1977, 1978, 1982, 1988, 1994, 1998, 2000, 2004, 2006, 2008, 2010, 2012, 2014, 2016) |
| Thái Lan          | Đội nhì bảng có thành tích tốt thứ 2 | 8 tháng 11 năm 2017  | 32 (1959, 1960, 1961, 1962, 1963, 1964, 1965, 1966, 1967, 1968, 1969, 1970, 1971, 1972, 1973, 1974, 1976, 1980, 1985, 1992, 1994, 1996, 1998, 2000, 2002, 2004, 2006, 2008, 2010, 2012, 2014, 2016)                               |
| CHDCND Triều Tiên | Đội nhì bảng có thành tích tốt thứ 3 | 8 tháng 11 năm 2017  | 12 (1975, 1976, 1978, 1986, 1988, 1990, 2006, 2008, 2010, 2012, 2014, 2016) |
| Đài Bắc Trung Hoa | Đội nhì bảng có thành tích tốt thứ 4 | 8 tháng 11 năm 2017  | 9 (1961, 1966, 1967, 1968, 1969, 1970, 1971, 1972, 1974) |
| Malaysia          | Đội nhì bảng có thành tích tốt thứ 5 | 8 tháng 11 năm 2017  | 22 (1959, 1960, 1961, 1962, 1963, 1964, 1965, 1966, 1967, 1968, 1969, 1970, 1971, 1972, 1973, 1974, 1975, 1976, 1977, 1978, 2004, 2006)                                                                                           |

1 In đậm chỉ ra nhà vô địch cho năm đó. In nghiêng chỉ ra chủ nhà cho năm đó.
2 Tính cả những lần tham dự của Việt Nam Cộng hòa.

## Các cầu thủ ghi bàn
6 bàn
- Cho Young-wook

5 bàn
- Sittichok Paso

4 bàn
- Liu Ruofan
- Egy Maulana
- Feras Al-Brikan
- Jakhongir Abdusalomov
- Islom Kenjabaev

3 bàn
- Moudi Najjar
- Ali Hassan Meftah
- Mahbubur Rahman
- Erpan Ezimjan
- Kyosuke Tagawa
- Hadi Fayyadh
- Jansyerik Maratkhan
- Myat Kaung Khant
- Kim Hwi-hwang
- Arshad Al-Alawi
- Um Won-sang
- Abdulhadi Shalha
- Athamjon Abdulloev
- Khalfan Hassan

2 bàn
- Ramy Najjarine
- Sin Kakada
- Wang Chung-yu
- Saddil Ramdani
- Hanis Saghara Putra
- Hossein Nokhodkar
- Hiroki Ito
- Riku Tanaka
- Yuta Goke
- Mohammad Al-Zu'bi
- Lwin Moe Aung
- Soe Moe Kyaw
- Faisal Al-Harthi
- Mohammed Al-Qaidi
- Hashim Ali
- Danial Syafiq
- Lee Kang-in
- Lee Sang-jun
- Lim Jae-hyuk
- Shahrom Samiev
- Shervoni Mabatshoev
- Danilson Araujo
- Ahmed Fawzi
- Khaled Al-Blooshi
- Sanjar Zokirov
- Lê Minh Bình
- Trương Tiến Anh

1 bàn
- Denis Genreau
- Fabian Monge
- Ahmed Al-Sherooqi
- Ebrahim Al-Khatal
- Mohamed Waleed Al-Thawadi
- Sayed Mohamed Shubbar
- Hariz Herman
- Mohammad Hanif Adnan
- Bishwanath Ghosh
- Riyadul Hasan
- San Kimheng
- Tao Qianglong
- Chin Wen-yen
- Fong Shao-Chi
- Tu Shao-chieh
- Chu Wai Kwan
- Abhishek Halder
- Amarjit Singh Kiyam
- Edmund Lalrindika
- Muhammad Iqbal
- Rafli Mursalim
- Alireza Ghaderi
- Mohammad Bagheri
- Mohammad Khodabandehlo
- Ali Raad Kadhim
- Ibrahim Bayesh
- Mohammed Dawood Yaseen
- Hiroto Taniguchi
- Mizuki Ando
- Takumu Kawamura
- Taichi Hara
- Yuta Nakamura
- Ibrahim Sadeh
- Omar Al-Zebdieh
- Alimardon Shukurov
- Dastan Karypbekov
- Erzhan Nurbekov
- Gulzhigit Borubaev
- Temirbolot Tapaev
- Iury Rogério Sousa
- Akhyar Rashid
- Akif Syahiran
- Zhafir Yusoff
- Shivan Pillay
- Zafuan Azeman
- Musannif Mohamed
- Rishwan Ismail
- Bat-Orgil Gerelt-Od
- Bilguun Damdindorj
- Ganbold Ganbayar
- Hein Htet Aung
- Kim Pom-hyok
- Paek Chung-song
- Yun Min
- Ahmed Jamil Al-Oraimi
- Saud Al-Habsi
- Thamir Al-Zaabi
- Ahmed Irshaid
- Mohammed Hammo
- Abdulla Al-Murisi
- Abdulaziz Al-Shahrani
- Abdullah Al-Hamddan
- Hamed Al-Ghamdi
- Mohammed Mali
- Saifullah Akbar
- Jeon Se-jin
- Jeong Ho-jin
- Kim Chan
- Kim Hyun-woo
- Kim Jung-min
- Lee Jae-ik
- Oh Se-hun
- Shabeer Razooniya
- Nethma Malshan
- Amar Ramadan
- Mohamad Al-Hallak
- Daler Yodgorov
- Ehsoni Panshanbe
- Sheriddin Boboev
- Umarjon Sharipov
- Chokanan Saima-in
- Eakkanit Punya
- Kritsada Nontharat
- Sakunchai Saengthopho
- Filomeno Junior Da Costa
- Ali Saleh
- Majed Rashed
- Rashed Mubarak
- Abbosbek Jumakulov
- Akmal Mozgovoy
- Bobur Askarov
- Dilshod Saitov
- Jasur Rakhimov
- Sukhrob Izzatov
- Dụng Quang Nho
- Nguyễn Hồng Sơn
- Nguyễn Lý Nam Cung
- Trần Bảo Toàn
- Fadi Mohammed Othman
- Saqr Al-Harbi
- Mohammed Al-Huthaifi
- Omar Al-Khader

Bàn phản lưới
- Mohammad Atikuzzaman (trận gặp Uzbekistan)
- Hariz Herman (trận gặp Indonesia)
- Dagvasuren Tsendjav (trận gặp Nhật Bản)
- Erdenechimeg Unur-Erdene (trận gặp Nhật Bản)
- Dilshod Saitov (trận gặp Tajikistan)

Nguồn: the-afc.com Lưu trữ ngày 27 tháng 3 năm 2018 tại Wayback Machine